# Ак-Коргон (Таласская область)
Ак-Коргон (кирг. Ак-Коргон) — село в Таласском районе Таласской области Кыргызстана. Входит в состав Осмонкуловского аильного округа. Код СОАТЕ — 41707 232 847 02 0.

## Население
По данным переписи 2009 года, в селе проживало 468 человек.